# Параходство „Български морски флот“
Параходство „Български морски флот“ АД, съкратено БМФ, използващо и търговската марка Навибулгар (изписвано на латински: Navibulgar, съкратено от превода на френски: Navigation Maritime Bulgare), е компания за морски превози (товарни и пътнически) със седалище във Варна. Тя е най-голямата корабна компания в България.

## История
Държавно параходство „Български морски флот“ е създадено през 1948 година на основата на основаното през 1892 година и национализирано през 1947 година Българско търговско параходно дружество. В самото начало на дейността си то има голям търговски успех, включвайки се активно в превоза на имигранти за Израел, но след това развитието му е ограничено. По-бърз растеж е постигнат през 60-те години, когато флотът на предприятието нараства изключително бързо и през 1966 година достига 325 хиляди тона. По това време параходството превозва 65% от общите и 100% от масовите товари, напускащи или влизащи в страната. През 1963 – 1964 година е извършено първото околосветско плаване на български търговски кораб.
През 1967 година „Български морски флот“ купува луксозния круизен кораб „Оушън Монарк“, който е използван в продължение на няколко години от „Балкантурист“ под името „Варна“. През 1969 година предприятието получава и корабите на закрития „Тексим“, като тонажът на флота му достига 386 хиляди тона. През 70-те години отново се стига до стагнация, дори в сравнение с други социалистически страни.
БМФ закупува Варненската корабостроителница за 16,1 милиона щ.дол. през 2002 г. Параходството е приватизирано през 2008 година, като контролният пакет акции е придобит от германско-българския консорциум KG Maritime („Кей Джи маритайм шипинг“) за 440,1 млн.лв. „Кей Джи маритайм шипинг“ е собственост на акционерното дружество „Кей Джи маритайм партнърс“ и на компанията „Адванс пропъртис“, които притежават съответно 70 и 30 %. От своя страна „Адванс пропъртис“ е собственост на братята Кирил и Георги Домусчиеви.
Приходите на БМФ през 2014 г. са на стойност 229 млн. лева, а персоналът му наброява 765 души.

## Флот
Компанията постоянно обновява своя флот. Сред последните придобивки на параходството е нов кораб за 30 000 тона, закупен през юни 2012 г. Разполага с флот от следните 70 съда:
- 46 кораба за насипни товари,
- 9 контейнеровоза,
- 5 танкера (за нефт и химикали),
- 10 съда за комбинирани товари.